# Diocesi di Gloucester
La diocesi di Gloucester è la diocesi della Chiesa d'Inghilterra che ha sede nella cattedrale della città di Gloucester nel Sud Ovest dell'Inghilterra,Regno Unito. Copre la contea del Gloucestershire, fa parte della Provincia ecclesiastica di Canterbury ed è retta dal vescovo di Gloucester.

## Storia

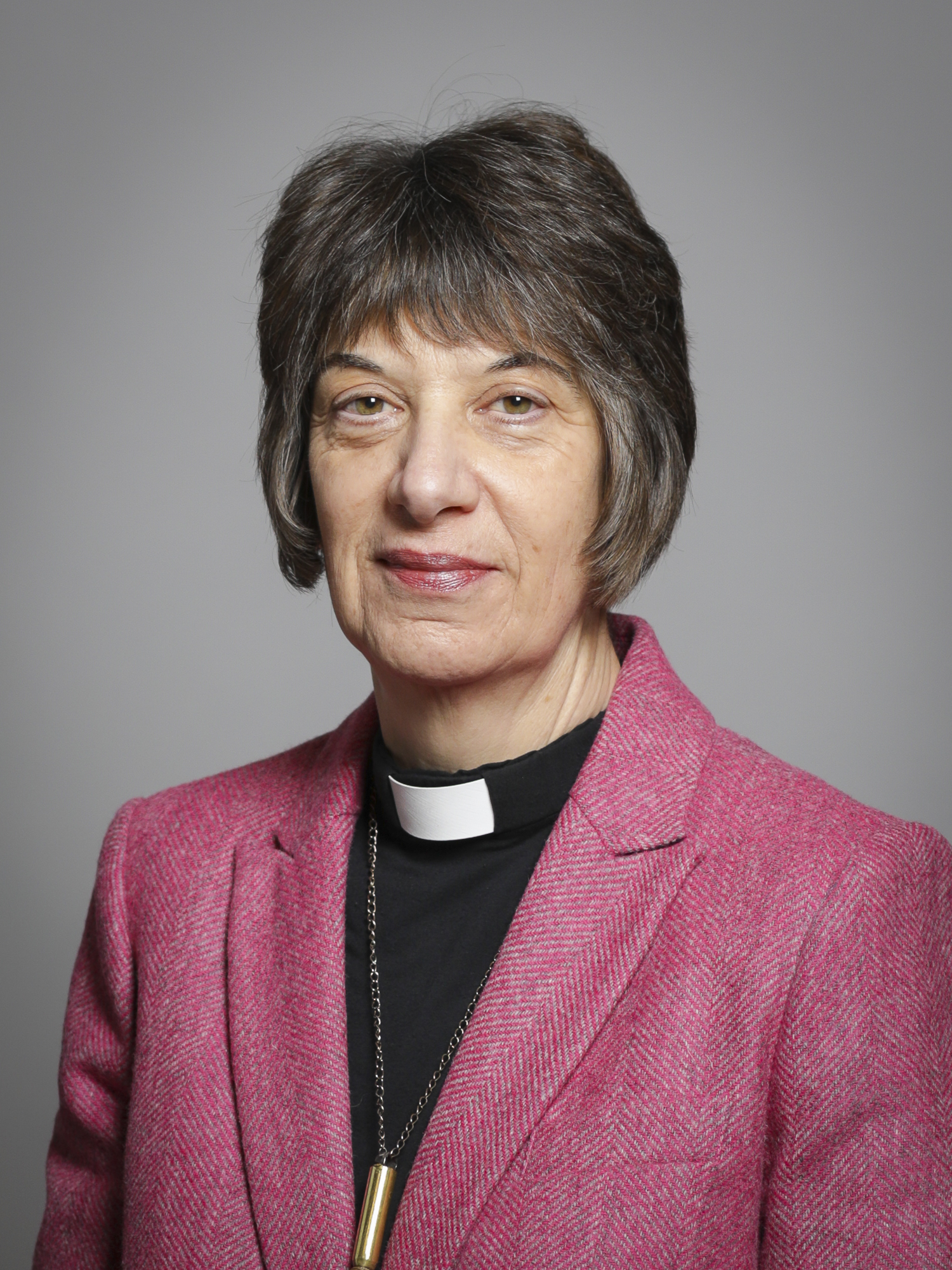
Ritratto ufficiale del vescovo di Gloucester Rachel Treweek, in carica dal 2015

La diocesi fu fondata in seguito allo Scisma anglicano. Nel corso della sua storia fu legata alle diocesi di Hereford e di Worcester, venne brevemente sciolta quando venne istituita la diocesi di Bristol e poi nuovamente ricostituita definitivamente dopo il 1897.

## Descrizione
La diocesi di Gloucester è una parte regionale della Chiesa d'Inghilterra e copre la maggior parte del Gloucestershire e parti delle contee vicine. La sua cattedrale è la chiesa madre della diocesi di Gloucester. Nel suo territorio vi sono 297 parrocchie che comprendono 381 chiese e oltre un centinaio di scuole ecclesiastiche. Il reverendo Rachel Treweek è vescovo di Gloucester dal 2015 ed è la prima donna vescovo diocesano nella Chiesa anglicana.